# مورتن دالاند
مورتن دالاند هو لاعب كرة يد نرويجي. مثل منتخب النرويج لكرة اليد. بدأ تمثيل المنتخب في سنة 1992 ولعب معه 73 مباراة حتى سنة 1999. نافس في بطولة العالم لكرة اليد للرجال 1999.